# Koryfeusz Muzyki Polskiej
Koryfeusz Muzyki Polskiej – nagrody muzyczne przyznawane w Polsce od roku 2011 w Międzynarodowym Dniu Muzyki, 1 października.

## Historia i cel nagrody
Nagroda powstała z inicjatywy środowiska muzycznego. Jest to wyróżnienie dla indywidualnych twórców, artystów wykonawców, muzykologów, krytyków, dziennikarzy, humanistów, badaczy, animatorów, popularyzatorów i menedżerów kultury, grup artystów, a także instytucji, wydarzeń artystycznych oraz różnorodnych projektów twórczych, animacyjnych i edukacyjnych. Przyznaje ją Kolegium Elektorów, w którego skład zgodnie z regulaminem wchodzą rektorzy akademii muzycznych, uniwersytetów, dyrektorzy instytutów muzykologii, dyrektorzy uniwersyteckich instytutów prowadzących studia z edukacji muzycznej, dziennikarze z mediów zajmujących się muzyką, przedstawiciele związków i organizacji branżowych, a także wszyscy laureaci dotychczas nagrodzeni nagrodą we wszystkich kategoriach. Organizatorem nagrody jest Instytut Muzyki i Tańca.

## Przyznawanie nagrody
Typowanie kandydatur do nagrody prowadzone jest na szeroką skalę - i każdy przedstawiciel środowiska muzycznego lub instytucji artystycznej ma prawo zgłosić do nagrody (wraz z podaniem uzasadnienia) osoby, wydarzenia lub instytucje. Po wyborze kandydatów nominowanych do nagrody przez Radę Programową Instytutu Muzyki i Tańca odbywa się głosowane Kolegium Elektorów.

## Statuetka
Statuetka Koryfeusza Muzyki Polskiej została zaprojektowana i wykonana przez prof. Adama Myjaka.

## Kategorie
- Osobowość roku[1]
- Wydarzenie roku[1]
- Nagroda Honorowa[1]
- Odkrycie roku (wcześniej Debiut roku, przyznawana od 2016 roku)[1]

## Laureaci
| Laureaci Koryfeusza Muzyki Polskiej |      |                      | |                              |                                    |
| Edycja                              | Rok  | Osobowość roku       | Wydarzenie roku | Nagroda Honorowa             | Debiut roku                        |
| I                                   | 2011 | Łukasz Borowicz      | XVI Międzynarodowy Konkurs Pianistyczny im. Fryderyka Chopina, zrealizowany przez Narodowy Instytut Fryderyka Chopina | Jan Krenz                    | Nagroda przyznawana od 2016        |
| II                                  | 2012 | Zygmunt Krauze       | Krzysztof Penderecki / Jonny Greenwood / Aphex Twin / Marek Moś / Orkiestra Kameralna Miasta Tychy AUKSO / projekty Narodowego Instytutu Audiowizualnego zrealizowane w ramach Europejskiego Kongresu Kultury podczas Krajowego Programu Kulturalnego Polskiej Prezydencji | Wojciech Kilar               | Nagroda przyznawana od 2016        |
| III                                 | 2013 | Piotr Beczała        | Otwarcie Europejskiego Centrum Muzyki Krzysztofa Pendereckiego w Lusławicach | prof. Jan Ekier              | Nagroda przyznawana od 2016        |
| IV                                  | 2014 | Włodek Pawlik        | Koncert Krystiana Zimermana podczas 56. Międzynarodowego Festiwalu Muzyki Współczesnej „Warszawska Jesień” współorganizowany przez Związek Kompozytorów Polskich, Filharmonię Narodową oraz Instytut Muzyki i Tańca                                                        | prof. Mieczysław Tomaszewski | Nagroda przyznawana od 2016        |
| V                                   | 2015 | Paweł Mykietyn       | Otwarcie nowej siedziby Narodowej Orkiestry Symfonicznej Polskiego Radia w Katowicach oraz Festiwal Otwarcia | Stanisław Skrowaczewski      | Nagroda przyznawana od 2016        |
| VI                                  | 2016 | Agata Zubel          | Otwarcie Narodowego Forum Muzyki we Wrocławiu | Jan Ptaszyn Wróblewski       | Karol Mossakowski                  |
| VII                                 | 2017 | Szymon Nehring       | Przyznanie nagrody „Grammy” płycie Penderecki conducts Penderecki vol. 1 | Jerzy Maksymiuk              | Marianna Żołnacz                   |
| VIII                                | 2018 | Maciej Obara         | Potrójna premiera kompozycji Agaty Zubel „Fireworks”, wyróżnionej European Composer Award | Joanna Wnuk-Nazarowa         | Joanna Zawartko                    |
| IX                                  | 2019 | Jakub Józef Orliński | 10/40 Kwartet w Muzeach | Wiesław Ochman               | Zuzanna Budzyńska i Szymon Ogryzek |

## Nominowani
| Nominacje Koryfeusza Muzyki Polskiej |      |                                     | |                                    |
| Edycja                               | Rok  | Osobowość roku                      | Wydarzenie roku | Debiut roku                        |
| I                                    | 2011 | Łukasz Borowicz                     | Spektakl baletowy „Święto wiosny” (premiera 11 czerwca 2011 roku), zrealizowany przez Polski Balet Narodowy w Teatrze Wielkim - Operze Narodowej | Nagroda przyznawana od 2016        |
| I                                    | 2011 | Stanisław Leszczyński               | Zamówienie i prawykonanie III Symfonii Pawła Mykietyna, zrealizowane przez Narodowy Instytut Audiowizualny | Nagroda przyznawana od 2016        |
| I                                    | 2011 | Marcin Masecki                      | XVI Międzynarodowy Konkurs Pianistyczny im. Fryderyka Chopina, zrealizowany przez Narodowy Instytut Fryderyka Chopina | Nagroda przyznawana od 2016        |
| I                                    | 2011 | Krzysztof Pastor                    | Nagranie „Mikołaj Zieleński. Opera Omnia”, zrealizowane przez Wydawnictwo DUX | Nagroda przyznawana od 2016        |
| I                                    | 2011 | Wojciech Ziemowit Zych              | Płyta Aleksandry Kurzak „Gioia!” (premiera 12 sierpnia 2011 roku), nagranie zrealizowane przez Wydawnictwo DECCA | Nagroda przyznawana od 2016        |
| II                                   | 2012 | Katarzyna Krakowiak i Michał Libera | Krzysztof Penderecki / Jonny Greenwood / Aphex Twin / Marek Moś / Orkiestra Kameralna Miasta Tychy AUKSO / projekty Narodowego Instytutu Audiowizualnego zrealizowane w ramach Europejskiego Kongresu Kultury podczas Krajowego Programu Kulturalnego Polskiej Prezydencji | Nagroda przyznawana od 2016        |
| II                                   | 2012 | Zygmunt Krauze                      | Projekt „Etnofonie Kurpiowskie – Tribute to Szymanowski and Skierkowski” zrealizowany pod kierunkiem Weroniki Grozdew-Kołacińskiej | Nagroda przyznawana od 2016        |
| II                                   | 2012 | Piotr Orzechowski                   | Zamówienie i prawykonanie opery „Madame Curie” Elżbiety Sikory zrealizowane przez Operę Bałtycką w Gdańsku | Nagroda przyznawana od 2016        |
| II                                   | 2012 | Artur Rojek                         | Rok Johna Cage’a w Lublinie zrealizowany przez Ośrodek Międzykulturowych Inicjatyw Twórczych „Rozdroża” | Nagroda przyznawana od 2016        |
| II                                   | 2012 | Adam Strug                          | Szymanowski i Lutosławski na Edinburgh International Festiwal / koncerty zrealizowane przez Instytut Adama Mickiewicza | Nagroda przyznawana od 2016        |
| III                                  | 2013 | Piotr Beczała                       | Festiwal „Jazztopad” zrealizowany przez Filharmonię Wrocławską im. Witolda Lutosławskiego we Wrocławiu | Nagroda przyznawana od 2016        |
| III                                  | 2013 | Marcin Masecki                      | Nagroda „Grammy” za nagranie dzieł K. Pendereckiego dokonane dla firmy NAXOS przez Orkiestrę Symfoniczną Filharmonii Narodowej pod batutą Antoniego Wita | Nagroda przyznawana od 2016        |
| III                                  | 2013 | Marcin Stańczyk                     | Otwarcie Europejskiego Centrum Muzyki Krzysztofa Pendereckiego w Lusławicach | Nagroda przyznawana od 2016        |
| III                                  | 2013 | Maciej Szajkowski                   | Premiera opery „Qudsja Zaher” Pawła Szymańskiego zrealizowana w Teatrze Wielkim - Operze Narodowej | Nagroda przyznawana od 2016        |
| III                                  | 2013 | Agata Zubel                         | Spektakl „Echa czasu” zrealizowany przez Polski Balet Narodowy w Teatrze Wielkim - Operze Narodowej | Nagroda przyznawana od 2016        |
| IV                                   | 2014 | Paweł Gusnar                        | I Międzynarodowy Jazzowy Konkurs Skrzypcowy im. Zbigniewa Seiferta organizowany przez Fundację im. Zbigniewa Seiferta | Nagroda przyznawana od 2016        |
| IV                                   | 2014 | Jacek Kaspszyk                      | Festiwal Wszystkie Mazurki Świata - „Rzeczpospolita Kolberga” organizowany przez Fundację Wszystkie Mazurki Świata | Nagroda przyznawana od 2016        |
| IV                                   | 2014 | Ewelina Nowicka                     | Koncert Krystiana Zimermana podczas 56. Międzynarodowego Festiwalu Muzyki Współczesnej „Warszawska Jesień” współorganizowany przez Związek Kompozytorów Polskich, Filharmonię Narodową oraz Instytut Muzyki i Tańca                                                        | Nagroda przyznawana od 2016        |
| IV                                   | 2014 | Włodek Pawlik                       | Prapremiera opery „Moby Dick” Eugeniusza Knapika zrealizowana w Teatrze Wielkim-Operze Narodowej | Nagroda przyznawana od 2016        |
| IV                                   | 2014 | Agata Zubel                         | Premiera opery „Portret” Mieczysława Wajnberga zrealizowana w Teatrze Wielkim im. Stanisława Moniuszki w Poznaniu | Nagroda przyznawana od 2016        |
| V                                    | 2015 | Paweł Gusnar                        | Koncert i album „Requiem ludowe” w wykonaniu Adama Struga i zespołu Kwadrofonik, zrealizowane przez Program 2 Polskiego Radia | Nagroda przyznawana od 2016        |
| V                                    | 2015 | Nikola Kołodziejczyk                | Otwarcie nowej siedziby Narodowej Orkiestry Symfonicznej Polskiego Radia w Katowicach oraz Festiwal Otwarcia | Nagroda przyznawana od 2016        |
| V                                    | 2015 | Paweł Mykietyn                      | Spektakl „Agrippina” G.F. Haendla w Teatrze Stanisławowskim w Łazienkach Królewskich w Warszawie, zrealizowany przez Stowarzyszenie Miłośników Sztuki Barokowej „Dramma per musica”                                                                                        | Nagroda przyznawana od 2016        |
| V                                    | 2015 | Marcin Stańczyk                     | Spektakle Teatru Wielkiego – Opery Narodowej „Jolanta” Piotra Czajkowskiego i „Zamek Sinobrodego” Beli Bartóka w reżyserii Mariusza Trelińskiego w Metropolitan Opera w Nowym Jorku                                                                                        | Nagroda przyznawana od 2016        |
| V                                    | 2015 | Anna Szostak-Myrczek                | Zwycięstwo Viktorii Nowak w konkursie Eurovision Young Dancers 2015 – Eurowizji dla Młodych Tancerzy w Teatrze Nowym w Pilźnie | Nagroda przyznawana od 2016        |
| VI                                   | 2016 | Adam Bałdych                        | XVII Międzynarodowy Konkurs Pianistyczny im. Fryderyka Chopina | Łukasz Dyczko                      |
| VI                                   | 2016 | Dorota Miśkiewicz                   | Otwarcie Narodowego Forum Muzyki we Wrocławiu | Karol Mossakowski                  |
| VI                                   | 2016 | Hubert Rutkowski                    | Festiwal Solidarity of Arts – Radzimir „Jimek” Dębski | Daniel Stachuła                    |
| VI                                   | 2016 | Rafał Siwek                         | Koncert charytatywny „Wyśpiewać nadzieję” – gwiazdy scen operowych dla Jacka Janiszewskiego | Daniel Stachuła                    |
| VI                                   | 2016 | Agata Zubel                         | Prapremiera opery Dariusza Przybylskiego „Orphee. Tragedie lyrique en musique” w Warszawskiej Operze Kameralnej | Daniel Stachuła                    |
| VII                                  | 2017 | Joanna Freszel                      | 7. Festiwal Prawykonań Polska Muzyka Najnowsza | Marianna Bednarska                 |
| VII                                  | 2017 | Paweł Gusnar                        | Wydanie dwupłytowego albumu „Quo vadis” Feliksa Nowowiejskiego (DUX) | Paweł Kapuła                       |
| VII                                  | 2017 | Nikola Kołodziejczyk                | Przyznanie nagrody „Grammy” płycie Penderecki conducts Penderecki vol. 1 | Kuba Więcek                        |
| VII                                  | 2017 | Szymon Nehring                      | Światowa prapremiera opery Aleksandra Tansmana „Złote runo” w Teatrze Wielkim w Łodzi | Marianna Żołnacz                   |
| VII                                  | 2017 | Artur Zagajewski                    | Światowa prapremiera opery Aleksandra Tansmana „Złote runo” w Teatrze Wielkim w Łodzi | Marianna Żołnacz                   |
| VIII                                 | 2018 | Łukasz Długosz                      | Spektakl „Widma” Stanisława Moniuszki pod dyrekcją Andrzeja Kosendiaka w reż. Pawła Passiniego na Festiwalu „Wratislavia Cantans” | proMODERN                          |
| VIII                                 | 2018 | Maciej Frąckiewicz                  | Otrzymanie przez Kwartet Śląski nagrody The Gramophone Classical Music Awards 2017 | Jacek Sotomski                     |
| VIII                                 | 2018 | Maciej Obara                        | Debiut Tomasza Koniecznego na Festiwalu w Bayreuth w partii Telramunda w operze „Lohengrin” Richarda Wagnera | The Whoop Group                    |
| VIII                                 | 2018 | Dariusz Przybylski                  | Akademia Chóralna | Joanna Zawartko                    |
| VIII                                 | 2018 | Janusz Wawrowski                    | Potrójna premiera kompozycji Agaty Zubel „Fireworks”, wyróżnionej European Composer Award | Joanna Zawartko                    |
| IX                                   | 2019 | Łukasz Długosz                      | Festiwal im. Księcia Władysława Lubomirskiego | Zuzanna Budzyńska i Szymon Ogryzek |
| IX                                   | 2019 | Jakub Józef Orliński                | Kromer Biecz Festival | Janusz Olejniczak                  |
| IX                                   | 2019 | Martyna Pastuszka                   | 10/40 Kwartet w Muzeach | Jakub Józef Orliński               |
| IX                                   | 2019 | Maciej Prochaska                    | Moniuszko for the World | Tomasz Ritter                      |
| IX                                   | 2019 | Aga Zaryan                          | Moniuszko. Halka | Sasha Strunin                      |